# Yasemin Ecem Anagöz
Yasemin Ecem Anagöz (ur. 14 października 1998 w Izmirze) – turecka łuczniczka używająca łuku klasycznego. Reprezentowała Turcję w łucznictwie na Letnich Igrzyskach Olimpijskich Młodzieży w 2014, Igrzyskach Europejskich w 2015, w Letnich Igrzyskach Olimpijskich w 2016 i w Mistrzostwach Świata w Łucznictwie w 2015, w konkurencjach indywidualnej i drużynowej kobiet.